# Richard Finch
Richard Raymond Finch, född 23 januari 1954 i Indianapolis, Indiana, är en amerikansk kompositör, producent och sångskrivare. Mest känd som en av grundarna av disco-funkgruppen KC and the Sunshine Band.